# Distretto di Melk
Melk è un distretto amministrativo austriaco dello stato della Bassa Austria.

## Geografia antropica
Il distretto è suddiviso in 40 comuni, di cui 4 con status di città e 27 con diritto di mercato. Ogni comune ha scritto sotto i propri comuni catastali (Katastralgemeinden), corrispettivi grossomodo alle frazioni.

### Città
- Mank
  - Aichen, Altenhofen, Anzenbach, Bodendorf, Busendorf, Dorna, Fohra, Fritzberg, Gries, Großaigen, Hagberg, Hörgstberg, Hörsdorf, Kälberhart, Kleinaigen, Kleinzell, Lehen, Loipersdorf, Loitsbach, Loitsdorf, Mank, Massendorf, Münichhofen, Nacht, Oberschmidbach, Pichlreit, Pölla, Poppendorf, Ritzenberg, Rührsdorf, Simonsberg, St. Frein, St. Haus, Strannersdorf, Wies, Wolkersdorf
- Melk
  - Großpriel, Kollapriel, Melk, Pielach, Pielachberg, Pöverding, Rosenfeld, Schrattenbruck, Spielberg, Winden
- Pöchlarn
  - Am Rechen, Brunn an der Erlauf, Ornding, Pöchlarn, Rampersdorf, Röhrapoint, Wörth
- Ybbs an der Donau
  - Donaudorf, Göttsbach, Sarling, Sarling, Säusenstein, Ybbs an der Donau

### Comuni mercato
- Artstetten-Pöbring
  - Aichau, Artstetten, Dölla, Fritzelsdorf, Hart, Hasling, Lohsdorf, Nussendorf, Oberndorf, Payerstetten, Pleißing, Pöbring, Schwarzau, Trennegg, Unterbierbaum
- Bischofstetten
  - Bischofstetten, Buchgraben, Christenberg, Dörfl, Großa, Grünwies, Haag, Haberg, Hanau, Hintergrub, Mitterschildbach, Neubing, Niederbauern, Oberschildbach, Oberweg, Rametzhofen, Sierning, Strohdorf, Tonach, Unterschildbach, Unterweg, Winkelsdorf, Zauching
- Blindenmarkt
  - Atzelsdorf, Blindenmarkt, Kottingburgstall, Weitgraben
- Dunkelsteinerwald
  - Aichberg, Besenbuch, Bichl, Bittersbach, Dürnbach, Eckartsberg, Gansbach, Gerolding, Häusling, Heitzing, Hessendorf, Himberg, Hohenwarth, Kicking, Kochholz, Krapfenberg, Lanzing, Lerchfeld, Lottersberg, Maierhöfen, Mauer bei Melk, Neu-Gerolding, Neuhofen, Nölling, Nonnenhöfen, Oed, Ohnreith, Pfaffing bei Mauer, Pinnenhöfen, Schwaigbichl, Thal, Umbach, Ursprung
- Emmersdorf an der Donau
  - Emmersdorf an der Donau, Fahnsdorf, Goßam, Grimsing, Hain, Hofamt, Luberegg, Mödelsdorf, Pömling, Rantenberg, Reith, Schallemmersdorf, St. Georgen
- Erlauf
  - Erlauf, Harlanden, Knocking, Maierhofen, Niederndorf, Ofling, Steinwand, Wolfring
- Golling an der Erlauf
  - Golling, Hinterleiten, Neuda, Sittenberg
- Hürm
  - Arnersdorf, Atzing, Diendorf, Grub, Hainberg, Harmersdorf, Hösing, Hürm, Inning, Kronaberg, Löbersdorf, Maxenbach, Mitterradl, Murschratten, Neustift bei Sooß, Oberhaag, Oberradl, Ober-Siegendorf, Ober-Thurnhofen, Pöttendorf, Scharagraben, Schlatzendorf, Seeben, Sooß, Unterhaag, Unter-Siegendorf, Unter-Thurnhofen
- Kilb
  - Braunöd, Bühren, Dörfl, Dornhof, Feld, Fleischessen, Fohra, Fohrafeld, Freyen, Gartling, Glosbach, Graben, Graben bei Haag, Grub bei Kilb, Guglberg, Hauersdorf, Haxenöd, Heinrichsberg, Hohenbrand, Hummelbach, Kettenreith, Kilb, Kohlenberg, Laach, Maierhöfen, Mallau, Niederhofen, Oberneuberg, Panschach, Petersberg, Rametzberg, Ranzenbach, Ruttersdorf, Schlögelsbach, Schützen, Taubenwang, Teufelsdorf, Umbach, Unterneuberg, Unterschmidbach, Volkersdorf, Waasen bei Kilb, Wiesenöd, Wötzling
- Klein-Pöchlarn
- Krummnußbaum
  - Annastift, Diedersdorf, Holzern, Krummnußbaum, Neustift, Wallenbach
- Leiben
  - Ebersdorf, Kaumberg, Lehen, Leiben, Losau, Mampasberg, Urfahr, Weinzierl, Weitenegg
- Loosdorf
  - Albrechtsberg an der Pielach, Loosdorf, Neubach, Rohr, Sitzenthal
- Marbach an der Donau
  - Auratsberg, Friesenegg, Granz, Kracking, Krummnußbaum an der Donauuferbahn, Marbach an der Donau, Schaufel
- Maria Taferl
  - Maria Taferl, Obererla, Oberthalheim, Reitern, Untererla, Unterthalheim, Unterthalheim, Wimm
- Neumarkt an der Ybbs
  - Kemmelbach, Neumarkt an der Ybbs
- Nöchling
  - Artneramt, Baumgartenberg, Freigericht, Gulling, Mitterndorf, Niederndorf, Niederndorf, Nöchling
- Persenbeug-Gottsdorf
  - Gottsdorf, Hagsdorf, Loja, Metzling, Persenbeug
- Petzenkirchen
- Pöggstall
  - Annagschmais, Arndorf, Aschelberg, Bergern, Brennhof, Bruck am Ostrong, Dietsam, Gerersdorf, Gottsberg, Grub bei Aschelberg, Grub bei Neukirchen am Ostrong, Haag, Krempersbach, Krumling, Laas, Landstetten, Loibersdorf, Muckendorf, Mürfelndorf, Neukirchen am Ostrong, Oberbierbaum, Oberdörfl, Oberhohenau, Oed, Pöggstall, Pömmerstall, Prinzelndorf, Sading, Straßreith, Unterhohenau, Wachtberg, Weinling, Weißpyhra, Würnsdorf, Würnsdorf, Zöbring
- Raxendorf
  - Afterbach, Braunegg, Eibetsberg, Feistritz, Klebing, Laufenegg, Lehsdorf, Mannersdorf, Moos, Neudorf, Neusiedl am Feldstein, Neusiedl bei Pfaffenhof, Ottenberg, Ottenberg, Pfaffenhof, Pölla, Raxendorf, Robans, Steinbach, Troibetsberg, Walkersdorf, Zehentegg, Zeining, Zogelsdorf
- Ruprechtshofen
  - Baulanden, Brunnwiesen, Etzen, Fittenberg, Fohregg, Geretzbach, Graben, Grabenegg, Grub, Hofstetten, Hofstetten, Hohentann, Hub, Kagelsberg, Kalcha, Koth, Kronberg, Kühberg, Lasserthal, Lehen, Naspern, Ockert, Oed, Rainberg, Reisenhof, Riegers, Rottenhof, Ruprechtshofen, Schlatten, Simhof, Sinhof, Weghof, Wies, Zinsenhof, Zwerbach
- Sankt Leonhard am Forst
  - Aichbach, Altenhofen, Apfaltersbach, Au, Brandstatt bei Au, Brandstatt bei Oed, Dangelsbach, Diesendorf, Eisguggen, Eselsteiggraben, Fachelberg, Gassen, Geigenberg, Grillenreith, Grimmegg, Großweichselbach, Grub bei Harbach, Haindorf, Harbach, Haslach, Hochstraß, Hohenreith, Hörgerstall, Hub an der Mank, Kerndl, Kleinweichselbach, Kühberg, Lachau, Lehenleiten, Lunzen, Neusiedl, Oed bei Haslach, Pöllendorf, Pühra, Reith bei Vornholz, Reith bei Weichselbach, Rinn, Ritzenberg, Ritzengrub, Sandeben, Schönbuch, Schweining, Seimetzbach, St. Leonhard am Forst, Steghof, Steinbach, Straß, Thal, Urbach, Vornholz, Wegscheid, Ziegelstadl
- Sankt Martin-Karlsbach
  - Ennsbach, Hengstberg, Karlsbach, Neuhaus, Sankt Martin am Ybbsfelde
- Schönbühel-Aggsbach
  - Aggsbach-Dorf, Aggstein, Berging, Gschwendt, Hub, Schönbühel an der Donau, Siedelgraben, Wolfstein
- Weiten
  - Eibetsberg, Eitental, Filsendorf, Jasenegg, Mollenburg, Mollendorf, Mörenz, Nasting, Rafles, Seiterndorf, Streitwiesen, Tottendorf, Weiten, Weiterndorf
- Yspertal
  - Haslau, Kapelleramt, Nächst Altenmarkt, Wimberg, Yspertal

### Comuni
- Bergland
  - Bergland, Gumprechtsberg, Holzing, Landfriedstetten, Plaika, Ratzenberg, Ratzenberg, Wohlfahrtsbrunn
- Dorfstetten
  - Forstamt, Wimbergeramt
- Hofamt Priel
  - Hofamt Priel, Rottenberg, Rottenhof, Weins, Ysperdorf
- Kirnberg an der Mank
  - Artlehen, Außerreith, Furth, Innerreith, Kimming, Kirnberg an der Mank, Kroisbach, Maierhöfen, Obergraben, Oed an der Mank, Pöllaberg, Ranitzhof, Sattlehen, Strohhof, Untergraben, Wolfsbach, Wolfsbach, Wolfsmath
- Münichreith-Laimbach
  - Edelsreith, Eggathon, Gmaining, Kehrbach, Kollnitz, Laimbach am Ostrong, Mayerhofen, Münichreith, Pargatstetten, Rappoltenreith
- Sankt Oswald
  - Fünflingeramt, Loseneggeramt, St. Oswald, Stiegeramt, Urthaleramt
- Schollach
  - Anzendorf, Groß-Schollach, Klein-Schollach, Merkendorf, Roggendorf, Schallaburg, Steinparz
- Texingtal
  - Altendorf, Bach, Fischbach, Großmaierhof, Haberleiten, Hinterberg, Hinterholz, Hinterleiten, Kleinmaierhof, Mühlgraben, Panholz, Plankenstein, Reinöd, Rosenbichl, Schwaighof, Sonnleithen, St. Gotthard, Steingrub, Straß bei Texing, Texing, Walzberg, Weißenbach
- Zelking-Matzleinsdorf
  - Anzenberg, Anzenberg, Arb, Bergern, Einsiedl, Freiningau, Gassen, Hofstetten, Maierhöfen, Mannersdorf, Matzleinsdorf, Zelking